# Kiang West National Park
Der Kiang West National Park ist mit ungefähr 19.000 Hektar das größte Naturschutzgebiet im westafrikanischen Staat Gambia.

## Topographie
Der Nationalpark liegt etwa 145 Kilometer von der Hauptstadt Banjul und ungefähr fünf Kilometer von Tendaba mit dem Tendaba Camp entfernt. Am Südufer des Gambia-Flusses gelegen, liegt das Gebiet in der Lower River Region im Distrikt Kiang West und ist über die South Bank Road zu erreichen. Drei Eingänge führen in den Park hinein, der zu Fuß, aber auch mit dem Auto zu erkunden ist. Bei Dumbutu, an einem der Eingänge, der auch am nächsten zur South Bank Road gelegen ist, befindet sich das Büro des Parks.
Im Nordwesten, am Ufer des Gambia-Flusses, liegt die Landmarke Tubabkollon Point.

## Geschichte
Bei der Einrichtung des Parkes im Jahr 1987 war unter anderem Deutschland beteiligt. Zunächst wurde für den größten Nationalpark Gambias eine Fläche von rund 11.500 Hektar ausgewiesen. Im Juli 2014 gab das Gambia Department of Parks and Wildlife Management bekannt, dass die Fläche um weitere 8000 Hektar auf 19.000 Hektar erweitert wurde.

## Fauna und Flora
Neben Buschbock und Ducker sind hier Wüstenluchs und die Serval-Katze zu finden. In den Mangroven findet man Krokodile, Mungos und Otter. Mit viel Glück sind sogar Afrikanische Manatis zu sehen. Paviane und Stummelaffen sind im ganzen Gebiet anzutreffen.
Große Teile des Gebietes bestehen aus Galeriewäldern und Feuchtsavannen. An der Flussseite sind Mangrovenwälder zu finden.

## Tourismus
Der Tourismus spielt keine große Rolle; man hofft aber, dass er sich stärker entwickelt.